# Йоган Герман Фолкман
Йоган Герман Фолкман (англ. Johann Hermann Volkmann) (5 квітня 1840, Бремен — 19 квітня 1896, Одеса) — американський дипломат. Консул США в Одесі у 1890—1896 роках.

## Життєпис
Народився 5 квітня 1840 року в місті Бремен, Німеччина.
У 1884 році — віце-консул США в Одесі
У 1890—1896 рр. — консул США в Одесі.
19 квітня 1896 року помер у віці 56 років в Одесі.

## Сім'я
- Батько — Йоган Генріх Фолкман[de] (1804—1865), богослов
- Брат — Дідеріх Фолкман[de] (1838—1903), ректор Шульпфорта
- Брат — Йоган Генріх Фолкман (Кауфманн)[de] (1842—1916), партнер і голова Північно-Німецької вовняної та камвольної фабрики (Nordwolle)
- Брат — Густав Фолкман (1842—1917), пастор
- Дружина — Ліна Фолкман (Блейлер) (1852—1906)
- Донька — Еммі Елізабет Флор (Фолкман) (1884—1972)
- Донька — Іда Йоганне Марія Булке (Фолкман) (1885—1965)
- Донька — Марта Амалі Берта Катарін Фолкман
- Син — Дагмар Адельхейд Фолкман